# Акт відновлення незалежності Литви

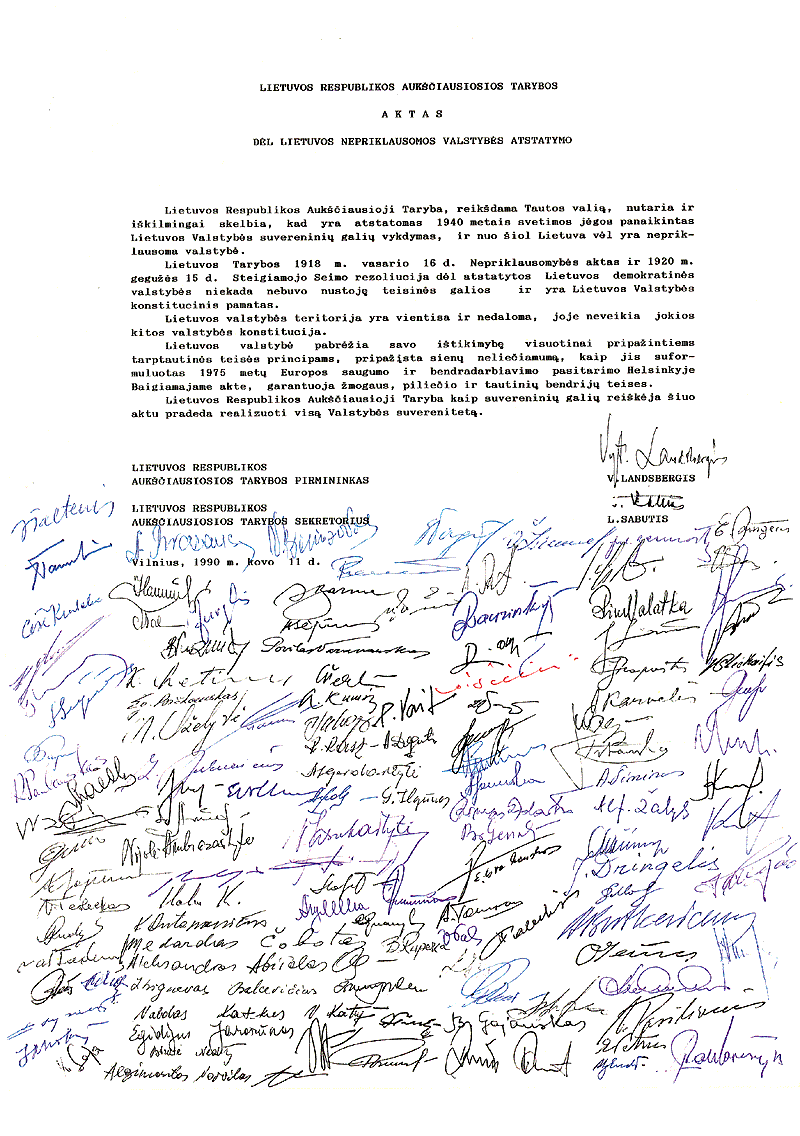
Акт про відновлення Литовської держави з підписами делегатів

Акт про відновлення незалежності Литовської держави або Закон від 11 березня (лит. Aktas dėl Lietuvos nepriklausomos valstybės atstatymo) — це декларація про незалежність Литви, прийнята 11 березня 1990 р., підписана усіма членами Верховної Ради Литовської Республіки на чолі з Саюдісом. Закон наголошував на відновленні та правовій безперервности Литви міжвоєнного періоду, яка була окупована СРСР і втратила незалежність у червні 1940 року. Вперше окупована держава проголосила незалежність від розпаду СРСР.

## Передумови

### Втрата незалежности
Після поділів Речі Посполитої у 18 столітті Литва була частиною Російської імперії. Після російської революції 1917 р. Рада Литви під головуванням Йонаса Басанавічюса проголосила Акт про незалежність Литви 16 лютого 1918 р. Литва двадцять два роки користувалася незалежністю. У серпні 1939 р. Радянський Союз та нацистська Німеччина підписали пакт Молотова – Ріббентропа, який розділив Східну Європу на сфери впливу. Прибалтійські держави (Литва, Латвія та Естонія) були віднесені до радянської сфери впливу, а згодом були окуповані в червні 1940 року і перетворені в радянські соціалістичні республіки.
У випадку Литви президент Антанас Смятона покинув країну, а не прийняв окупацію. Він не подав у відставку, а передав свої президентські обов'язки прем'єр-міністру Антанасу Мяркісу згідно з конституцією. Наступного дня Мяркис оголосив себе президентом. Через два дні під тиском СРСР він призначив прем'єр-міністром Юстаса Палецкіса, лівого журналіста і давнього противника режиму Смятони. Тоді Мяркіс подав у відставку за наполяганням Москви, зробивши Палецкіса також виконувачем обов'язків президента. Потім Ради використали уряд Палецкіса, щоб надати остаточному радянському поглинанню вигляд законности.
Уряд Палецкіса влаштував сильно сфальсифіковані вибори до «Народного сейму», на яких виборцям був представлений єдиний список, в якому домінували комуністи. Новообраний Народний сейм 21 липня зустрівся лише з одним бізнесом — резолюцією, яка оголосила Литву радянською республікою та клопотанням про вступ до Радянського Союзу, яка відбулася одноголосно. Радянський Союз належним чином «схвалив» запит 3 серпня. З тих пір радянські джерела стверджували, що клопотання Литви про вступ до Радянського Союзу означало кульмінацію литовської соціалістичної революції і, таким чином, представляло законне бажання литовського народу приєднатися до Радянського Союзу.
Радянська влада проводила політику радянізації: націоналізацію всієї приватної власности, колективізацію сільського господарства, придушення католицької церкви та встановлення тоталітарного контролю. Одночасно було запроваджено безкоштовну освіту та безкоштовну національну систему охорони здоров'я. Збройні антирадянські партизани були ліквідовані до 1953 року. Приблизно 130 000 литовців, яких охрестили «ворогами народу», було депортовано до Сибіру (див. Червнева депортація та березнева депортація). Після смерті Йосипа Сталіна в 1953 р. Радянський Союз прийняв політику десталінізації та припинив масові переслідування. Ненасильницький опір тривав як у Литві, так і серед литовської діаспори. Ці рухи були таємними, нелегальними та більше зосередженими на соціальних питаннях, правах людини та культурі, а не на політичних вимогах.

### Рухи за незалежність

Карта Східного блоку

Коли Михайло Горбачов намагався відродити економіку Радянського Союзу, він ввів гласність (відкритість) та перебудову (реструктуризацію).
Політичний порядок денний Горбачова йшов на великі та глибокі зміни в рамках радянського уряду, тому Горбачов запросив радянську громадськість до відкритих та невидимих раніше публічних дискусій.
Для радянських литовських дисидентів та активістів це була золота можливість, яку не можна було пропустити, залучити свої рухи з підпілля у суспільне життя.
23 серпня 1987 р. (48-та річниця підписання пакту Молотова — Ріббентропа) Литовська ліга свободи організувала перший публічний мітинг протесту, який не призвів до арештів.
Підбадьорені не арештованими, до середини 1988 року група з 35 інтелектуалів організувала Реформаторський рух Санджуса з початковою метою підтримати, обговорити та здійснити реформи Горбачова, але не мала відкрито підтримати незалежність від СРСР.
Однак популярність Санджудіса зростала, залучаючи до мітингів у парку Вінґіс великі натовпи і, отже, радикалізуючи порядок денний, використовуючи пасивність Горбачова.
До 1989 р. Санджудіс, не боячись розлютити Москву і не викликати жорстокого придушення, постійно рухався далі своїми вимогами: від обмежених дискусій щодо реформ Горбачова, до вимоги більшої участі в економічних рішеннях, до політичної автономії в Радянському Союзі.
До часів Балтійського шляху людський ланцюг охоплював понад 600 кілометрів (370 ми) у трьох прибалтійських державах на відзначення 50-ї річниці пакту Молотова — Ріббентропа офіційною метою Санджуса тепер була незалежність Литви.

## Демократичні вибори
Парламентські вибори в лютому 1990 року були першими вільними та демократичними виборами в Литві після Другої світової війни. Люди в переважній більшості голосували за кандидатів, схвалених Санджудісом, хоча рух не діяв як політична партія. Результатом став перший післявоєнний некомуністичний уряд. Під час свого першого зібрання 11 березня 1990 року Верховна Рада Литовської РСР обрала своїм головою Вітовта Ландсбергіса і відновила довоєнну назву Литви Литовська Республіка. Потім вона змінила свою назву на Верховна Рада Литовської Республіки і офіційно оголосила про відновлення незалежности Литви. Закон був затверджений о 22:44 124 членами ради, а шість утримались. Голосів проти не було.

## Закон
ВЕРХОВА РАДА РЕСПУБЛІКИ ЛИТВА

АКТ

Про відновлення Литовської держави 
Верховна Рада Литовської Республіки, висловлюючи волю нації, декретує та урочисто проголошує, що виконання суверенних повноважень Держави Литва, скасованих іноземними силами в 1940 році, відновлюється, і відтепер Литва знову є незалежною державою.
Декрет Акт про незалежність від 16 лютого 1918 р. Ради Литви та Установчих зборів від 15 травня 1920 р. Про відновлення Демократичної Держави Литви ніколи не втрачав юридичної сили і становить конституційну основу Литовської держави.
Територія Литви ціла і неподільна, і на ній не діє конституція жодної іншої держави.
Держава Литва наголошує на дотриманні загальновизнаних принципів міжнародного права, визнає принцип недоторканності кордонів, сформульований у Заключному акті Конференція з питань безпеки та співробітництва в Європа в Гельсінкі в 1975 році, і гарантує людські, громадянські та етнічні права.

Верховна Рада Литовської Республіки, виражаючи суверенну владу, цим Актом починає реалізовувати повний суверенітет держави.
Верховна Рада визнала, що первісне проголошення незалежности Литви в 1918 р. все ще було чинним, і вважала Закон підтвердженням незалежности, яка все ще юридично існувала за міжнародним правом. Він базувався на передумові, що Смятона ніколи не подавав у відставку, а вступ Мяркіса на посаду президента був незаконним та неконституційним. З тих пір офіційна позиція Литви щодо цього питання полягає в тому, що всі наступні акти, що призвели до анексії СРСР, були ipso facto недійсними.

## Наслідки

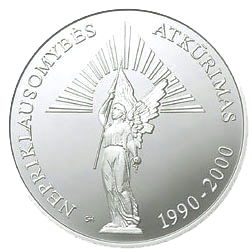
Пам’ятна монета Litas, присвячена 10-й річниці Незалежности

Акт про відновлення Литовської держави послужив зразком і натхненням для інших радянських республік. Однак питання незалежності не було вирішено відразу, а визнання іншими країнами не було певним.
Михайло Горбачов назвав Акт проголошення незалежности незаконним, а СРСР вимагав його скасування і почав застосовувати санкції проти Литви, включаючи економічну блокаду. Крім того, 13 січня 1991 року радянські війська штурмували будівлю LRT у Вільнюсі разом із Вільнюською телевежею. Беззбройні цивільні литовці протистояли радянським солдатам. У результаті подій, що стали відомими як Січневі події, було вбито чотирнадцять людей та сімсот поранено.
31 травня 1990 року Верховна Рада Молдавської РСР проголосувала за визнання Відновлення незалежности Литви. Парламент Молдавії першим у світі визнав незалежність Литви, але Молдова все ще була частиною Радянського Союзу].

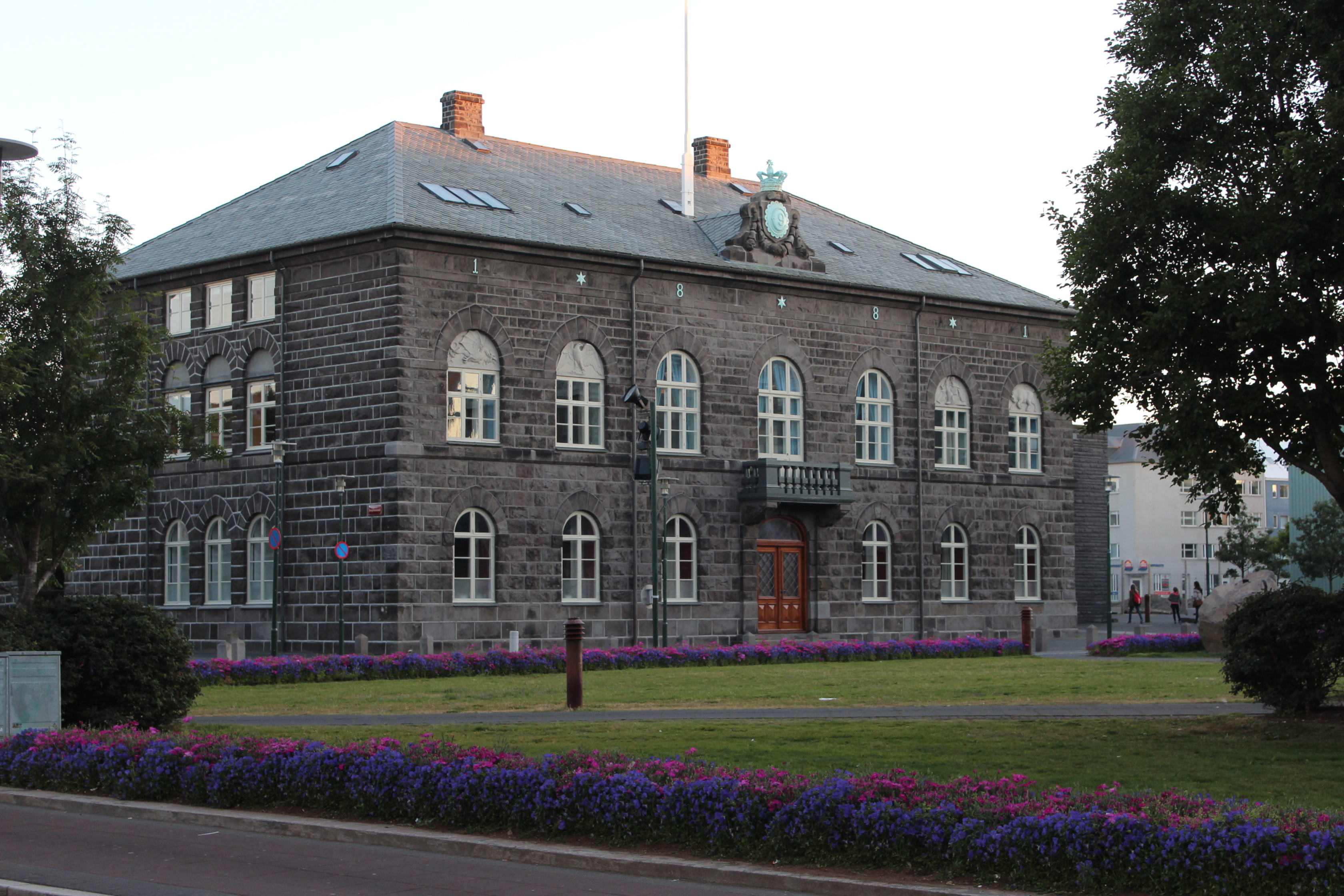
Парламент Ісландії визнав проголошення незалежності Литви в лютому 1991 року, підтвердивши визнання Ісландії 1922 року, ставши таким чином першою державою за межами Радянського Союзу, яка зробила це

11 лютого 1991 р. Парламент Ісландії проголосував за підтвердження того, що визнання Ісландією незалежності Литви в 1922 р. все ще діє, оскільки воно ніколи офіційно не визнавало контроль Радянського Союзу над Литвою і що повні дипломатичні відносини повинні бути встановлені якнайшвидше. За ними слідували Данія, Словенія та Хорватія (у складі Югославії), Латвія.
Після невдалого серпневого перевороту 2 вересня США підтвердили визнання незалежності Литви.
Президент Джордж Буш оголосив, що якщо Радянський Союз застосує збройну силу проти Литви, США зреагують відповідним чином.
Нарешті, 6 вересня 1991 р., незалежність Литви була визнана Радянським Союзом.
Потім визнання незалежності Литви швидко висловили кілька країн, включаючи Китай, Індію та Білорусь, а також Туркменістан та Узбекистан.
17 вересня 1991 р. Литву прийняли як члена ООН разом з Естонією та Латвією.
З 2004 року Литва разом з Естонією та Латвією стали членами Європейського Союзу та НАТО. Врешті-решт країна заборонила демонстрацію радянської та нацистської символіки в 2008 році.
| Дата               | Держава                            |
| ------------------ | ---------------------------------- |
| Травня 31, 1990    | Молдавська РСР                     |
| Лютого 11, 1991    | Ісландія                           |
| Лютого 28, 1991    | Данія                              |
| Травня 16, 1991    | Словенія                           |
| Липня 27, 1991     | РРФСР                              |
| Серпня 3, 1991     | Хорватія                           |
| Серпня 23, 1991    | Латвія                             |
| Серпня 24, 1991    | Норвегія                           |
| Серпня 24, 1991    | Угорщина                           |
| Серпня 25, 1991    | Аргентина                          |
| Серпня 25, 1991    | Франція                            |
| Серпня 26, 1991    | Болгарія                           |
| Серпня 26, 1991    | Італія                             |
| Серпня 26, 1991    | Канада                             |
| Серпня 26, 1991    | Польща                             |
| Серпня 26, 1991    | Мальта                             |
| Серпня 26, 1991    | Португалія                         |
| Серпня 26, 1991    | Румунія                            |
| Серпня 26, 1991    | Сан-Марино                         |
| Серпня 26, 1991    | Україна                            |
| Серпня 27, 1991    | Албанія                            |
| Серпня 27, 1991    | Австралія                          |
| Серпня 27, 1991    | Бельгія                            |
| Серпня 27, 1991    | Велика Британія                    |
| Серпня 27, 1991    | Грузія                             |
| Серпня 27, 1991    | Іспанія                            |
| Серпня 27, 1991    | Люксембург                         |
| Серпня 27, 1991    | Швеція                             |
| Серпня 27, 1991    | Німеччина                          |
| Серпня 27, 1991    | Ірландія                           |
| Серпня 27, 1991    | Естонія                            |
| Серпня 28, 1991    | Австрія                            |
| Серпня 28, 1991    | Чилі                               |
| Серпня 28, 1991    | Нова Зеландія                      |
| Серпня 28, 1991    | ПАР                                |
| Серпня 28, 1991    | Фінляндія                          |
| Серпня 28, 1991    | Швейцарія                          |
| Серпня 28, 1991    | Уругвай                            |
| Серпня 29, 1991    | Чехословаччина                     |
| Серпня 29, 1991    | Монголія                           |
| Серпня 30, 1991    | Ватикан                            |
| Серпня 31, 1991    | Киргизстан                         |
| Вересня 2, 1991    | Еквадор                            |
| Вересня 2, 1991    | Нідерланди                         |
| Вересня 2, 1991    | США                                |
| Вересня 3, 1991    | Греція                             |
| Вересня 3, 1991    | Лівія                              |
| Вересня 3, 1991    | Нікарагуа                          |
| Вересня 3, 1991    | Туреччина                          |
| Вересня 4, 1991    | Бразилія                           |
| Вересня 4, 1991    | Ізраїль                            |
| Вересня 4, 1991    | Туніс                              |
| Вересня 5, 1991    | Південна Корея                     |
| Вересня 5, 1991    | Мексика                            |
| Вересня 6, 1991    | Гвінея                             |
| Вересня 6, 1991    | Японія                             |
| Вересня 6, 1991    | Колумбія                           |
| Вересня 6, 1991    | Сінгапур                           |
| Вересня 6, 1991    | Єгипет                             |
| Вересня 6, 1991    | СРСР                               |
| Вересня 7, 1991    | Демократична Республіка Афганістан |
| Вересня 7, 1991    | Чилі                               |
| Вересня 7, 1991    | Північна Корея                     |
| Вересня 7, 1991    | Перу                               |
| Вересня 7, 1991    | Сенегал                            |
| Вересня 7, 1991    | Бангладеш                          |
| Вересня 8, 1991    | Пакистан                           |
| Вересня 9, 1991    | Болівія                            |
| Вересня 9, 1991    | Індія                              |
| Вересня 9, 1991    | Куба                               |
| Вересня 9, 1991    | Сирія                              |
| Вересня 9, 1991    | Таїланд                            |
| Вересня 9, 1991    | В'єтнам                            |
| Вересня 9, 1991    | Кабо-Верде                         |
| Вересня 10, 1991   | Азербайджан                        |
| Вересня 10, 1991   | Іран                               |
| Вересня 10, 1991   | Непал                              |
| Вересня 11, 1991   | Мадагаскар                         |
| Вересня 12, 1991   | Вірменська РСР                     |
| Вересня 12, 1991   | Кіпр                               |
| Вересня 13, 1991   | Ємен                               |
| Вересня 15, 1991   | Бахрейн                            |
| Вересня 15, 1991   | Йорданія                           |
| Вересня 15, 1991   | Кувейт                             |
| Вересня 15, 1991   | Філіппіни                          |
| Вересня 16, 1991   | Саудівська Аравія                  |
| Вересня 17, 1991   | Індонезія                          |
| Вересня 19, 1991   | ОАЕ                                |
| Вересня 20, 1991   | Лаос                               |
| Вересня 24, 1991   | Туркменська РСР                    |
| Вересня 25, 1991   | Панама                             |
| Вересня 30, 1991   | Узбекистан                         |
| Вересня 30, 1991   | Намібія                            |
| Жовтня 22, 1991    | Мавританія                         |
| Жовтня 22, 1991    | Югославія                          |
| Листопада 2, 1991  | Шрі-Ланка                          |
| Грудня 23, 1991    | Гана                               |
| Грудня 23, 1991    | Казахстан                          |
| Грудня 24, 1991    | Мозамбік                           |
| Грудня 25, 1991    | Таджикистан                        |
| Грудня 27, 1991    | Алжир                              |
| Грудня 27, 1991    | Білорусь                           |
| Грудня 30, 1991    | Ліван                              |
| Січня 2, 1992      | Ірак                               |
| Січня 6, 1992      | Бурунді                            |
| Січня 16, 1992     | Буркіна-Фасо                       |
| Січня 25, 1992     | Малі                               |
| Січня 31, 1992     | Бенін                              |
| Лютого 21, 1992    | Коста-Рика                         |
| Березня 17, 1992   | Зімбабве                           |
| Вересня 25, 1992   | Сальвадор                          |
| Листопада 6, 1992  | Боснія і Герцеговина               |
| Листопада 10, 1992 | Нігерія                            |
| Січня 12, 1993     | Чад                                |

## Подальше читання
- Оксфордський супутник у світовій політиці (с. 69, 70), Джоель Крігер (редактор), Оксфордський університет, 1993.
- Довідкові примітки про країни світу 2003; Вересень 2003 р., Литва, (с. 12)
- Балтійська революція; Естонія, Латвія, Литва та шлях до незалежности, Анатоль Лівен, 1993.
- Крах імперії, уроки сучасної Росії (с. 175, 214, 217 – 219), Єгор Гайдар, Інститут Брукінгса, 2007.
- Чому Радянський Союз розпався, Розуміння історичних змін, (с. 152 – 155), Роберт Штраєр, MESharpe, 1998.
- Ilgūnas, Gediminas. Lietuvos kelias į 1990 m. kovo 11-ąją (1940-1990 m.). Lietuvos Respublikos Seimas. Архів оригіналу за 22 червня 2021. Процитовано 19 березня 2021.